# 요코야마 히데오
요코야마 히데오(横山 秀夫, 1957년 1월 17일 ~)는 일본의 소설가이다.

## 생애
도쿄도 출신이며, 동경국제대학을 졸업했다. 1979년 군마현의 조모신문사에 들어가 12년간 기자로 일했다. 이후 프리라이터로 활동했다. 1991년 '루팡의 소식'이 제9회 산토리 미스터리대상 가작에 선출됐다.

## 작품 목록
- 1998년 《그늘의 계절》
- 2000년 《동기》
- 2002년 《사라진 이틀》
- 2002년 《얼굴》
- 2003년 《제3의 시효》
- 2003년 《클라이머즈 하이》
- 1991년 《루팡의 소식》
- 2012년 《64(육사)》

## 영상화 된 작품

### 드라마
- 《그늘의 계절 시리즈》 주연: 가미카와 다카야
- 《얼굴》 (후지 TV, 2003년) 주연: 나카마 유키에
- 《클라이머즈 하이》 (NHK, 2005년) 주연: 사토 코이치
- 《신도0》 (WOWOW, 2007년) 주연: 가미카와 다카야
- 《사라진 이틀》 (TV 아사히, 2007년) 주연: 시나 깃페이
- 《루팡의 소식》 (WOWOW, 2009년) 주연: 가미카와 다카야
- 《임장》 (2009년, 2010년) 주연: 우치노 마사아키

### 영화
- 《사라진 이틀》 (주연: 데라오 아키라, 2004년) 제28회 일본 아카데미상 최우수작품상.
- 《출구없는 바다》 (주연: 이치카와 에비조, 2006년)
- 《클라이머즈 하이》 (주연: 쓰쓰미 신이치, 2008년) 제32회 일본 아카데미상 우수작품상.